# Ивана Дудић
Ивана Дудић (Београд, 9. јул 1991) српска је глумица.

## Биографија
Ивана Дудић рођена је 9. јула 1991. године у Београду. Одраставши уз оца мађионичара, Ивана се одмалена интересовала за ту област. Иако је првобитно више волео да га у томе наследи син, отац је пристао да подучава Ивану триковима, те се са седам година интензивно бавила сценском магијом. Већ са девет година постала је вицешампионка Балкана по први пут. Како би целог живота могла да се игра и да стално испитује своје границе, одлучила је да упише глуму на Факултету драмских уметности у Београду.
Дипломирала је у класи професора Владимира Јевтовића и асистента Срђана Ј. Карановића. Са њом су студирали Ива Кевра, Јована Гавриловић, Јелисавета Караџић, Бранкица Себастијановић, Анита Стојадиновић, Милош Ђуровић, Стефан Радоњић, Душан Матејић и Богдан Богдановић.
Своју прву улогу остварила у серији Ургентни центар (2014), да би се током наредне године појавила у остварењима Бићемо прваци света, Једне летње ноћи и Чизмаши. У популарној криминалистичкој ТВ серији Убице мог оца од 2016. године је тумачила лик полицајке Миланке. У другој сезони теленовеле Истине и лажи тумачи лик Уне Радовић, од 2018. године. Бави се и синхронизацијом цртаних филмова.

## Улоге

### Позоришне представе
| Наслов                  | Улога                 | Редитељ            | Позориште                    | Премијера       |
| ----------------------- | --------------------- | ------------------ | ---------------------------- | --------------- |
| Арт                     | Маргот                | Владан Ђурковић    | Факултет драмских уметности  | 14. април 2014. |
| Кад су цветале тикве    |                       | Бобан Скерлић      | Београдско драмско позориште | 24. мај 2014.   |
| Меница без покрића      | Катица Радуловић, Миа | Слађана Килибарда  | Театар Вук                   | 13. мај 2016.   |
| Не оклевај! Импровизуј! |                       | Срђан Ј. Карановић | АКУД „Бранко Крсмановић“     | 1. април 2017.  |
| Утопљена душа           |                       | Бобан Скерлић      | Београдско драмско позориште | 6. март 2018.   |
| Шта је собар видео?     |                       | Срђан Ј. Карановић | ДАДОВ                        | 19. април 2021. |

### Филмографија
| Год.       | Назив               | Улога                 | Напомена                |
| ---------- | ------------------- | --------------------- | ----------------------- |
| 2010-е     |                     |                       |                         |
| 2014—2019. | Ургентни центар     | Јелена / Наташа Бајић | ТВ серија, 49 еп.       |
| 2015.      | Бићемо прваци света | Љиља Шапер            |                         |
| 2015.      | Једне летње ноћи    | Споменка              | ТВ серија, 7 еп.        |
| 2015.      | Чизмаши             | Цоца                  | ТВ серија, 2 еп.        |
| 2016.      | Прваци света        | Љиља Шапер            |                         |
| 2016.      | Пар и непар         | —                     | ТВ филм                 |
| 2016—2023. | Убице мог оца       | Миланка               | ТВ серија, 32 еп.       |
| 2018.      | Конак код Хилмије   | Ана Вуцибатина        | ТВ серија, 3 еп.        |
| 2018—2019. | Истине и лажи       | Уна Радовић           | ТВ серија, 160 еп.      |
| 2019.      | (en)                | студент 3             |                         |
| 2019.      | Екипа               | Италијанка            |                         |
| 2019—2020. | Црвени месец        | Софија Бауман         | ТВ серија, главна улога |
| 2019—2020. | Сенке над Балканом  | Лили                  | ТВ серија, 6 еп.        |
| 2020-е     |                     |                       |                         |
| 2020.      | Југословенка        | Софија Бауман         | ТВ серија, главна улога |
| 2021—2022. | Игра судбине        | Нора Залад            | ТВ серија, 145 еп.      |
| 2022—2023. | Од јутра до сутра   | Срна Тодоровић        | ТВ серија, главна улога |
| 2022.      | Радио Милева        | Мима                  | ТВ серија, 1 еп.        |
| 2023.      | Друг Марко          | Лола Новаковић        | ТВ серија               |
| 2024.      | Попадија            | Хана Минић            | ТВ серија, 1 еп.        |
| 2025.      | Камионџије д.о.о.   | стјуардеса Сузи       | ТВ серија, 2 еп.        |

### Улоге у синхронизацијама
| Година | Назив             | Улога           | Студио         |
| ------ | ----------------- | --------------- | -------------- |
| 2015.  | Мун: Чувар месеца | Глим            | Блу хаус       |
| 2017.  | Коко              | Тетка Викторија | Ливада Београд |

### Спотови
- Одлазиш? — Ничим изазван (2016)[25]